# Liselotte Maikl
Liselotte Maikl (* 26. März 1925 in Wien; † 10. Dezember 2014 in Baden bei Wien) war eine österreichische Sopranistin und Balletttänzerin.

## Leben
Liselotte Maikl war die Tochter des Tenors Georg Maikl (1872–1951) und einer Balletttänzerin. Im Alter von sieben Jahren trat sie in die Ballettschule der Wiener Staatsoper ein und war bis zur kriegsbedingten Schließung des Hauses im Jahr 1945 Mitglied des Staatsopernballettes. Neben der Ballettausbildung studierte sie auch Gesang bei Marie Gerhart und erhielt Dramatischen Unterricht an der Wiener Musikakademie.

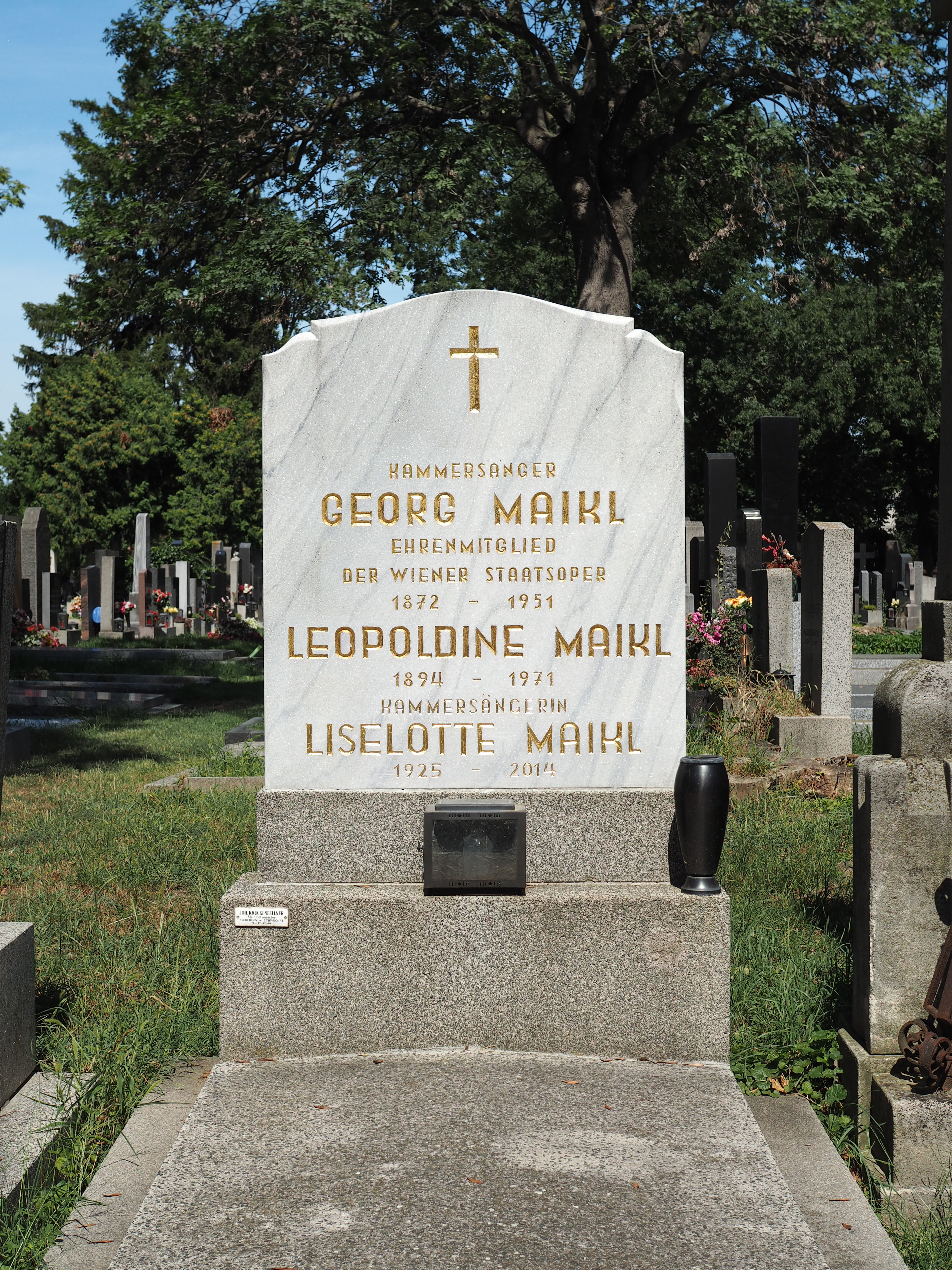
Grab von Liselotte Maikl und ihrem Vater Georg Maikl auf dem Wiener Zentralfriedhof

Mit ihrem Vater stand sie im Vogelhändler als „Christel“ auf der Bühne. Von 1948 bis 1950 war sie als Sängerin am Landestheater Linz engagiert, anschließend an der Volksoper Wien. Ab 1951 war sie Ensemblemitglied der Wiener Staatsoper, ihr Staatsoperndebüt gab sie am 19. Mai 1951 als einer der vier Edelknaben in Wagners Lohengrin. Nachdem das Operngebäude im März 1945 bei Bombenangriffen zerstört worden war, wich man bis zur Wiedereröffnung im Jahr 1955 für Proben und Vorstellungen an das Theater an der Wien aus. Bei den Salzburger Festspielen wirkte sie 1953 und 1960 als „Barbarina“ in Mozarts Le nozze di Figaro mit, 1960 auch in Verdis Don Carlos. Mit dem Wiener Solistenorchester unter der Leitung von Karl Grell absolvierte sie Fernsehauftritte als Operetten- und Wienerlied-Sängerin. Ihren Abschied von der Staatsoper nahm sie am 13. Dezember 1978 in Wagners Walküre, insgesamt verkörperte sie 66 verschiedene Rollen in 1206 Vorstellungen.
1974 wurde sie mit dem Titel Österreichische Kammersängerin ausgezeichnet.
Maikl starb am 10. Dezember 2014 im Alter von 89 Jahren im Künstlerheim in Baden bei Wien, wo sie Vorstandsmitglied des Vereins Künstler helfen Künstlern war und ihre letzten Jahre verbrachte. Sie wurde an der Seite ihres Vaters auf dem Wiener Zentralfriedhof begraben (Gruppe 33A/5/17).

## Auszeichnungen
- Österreichisches Ehrenkreuz für Wissenschaft und Kunst[1][2][3]
- Goldene Ehrenmedaille der Bundeshauptstadt Wien[1][2][3]